# Kondraty
Kondraty – wieś w Polsce położona w województwie lubelskim, w powiecie biłgorajskim, w gminie Goraj.
| SIMC    | Nazwa             | Rodzaj    |
| ------- | ----------------- | --------- |
| 1025226 | Hosznia Ordynacka | część wsi |
| 0887859 | Kąty              | część wsi |
| 0887865 | Morgi             | część wsi |
| 0887871 | Stara Wieś        | część wsi |
| 0887888 | Świniarki         | część wsi |

W latach 1975–1998 miejscowość administracyjnie należała do województwa zamojskiego. 
Wieś jest sołectwem w gminie Goraj. Według Narodowego Spisu Powszechnego z roku 2011 wieś liczyła 202 mieszkańców i była siódmą co do liczby ludności miejscowością gminy.